# Tamta zima
Tamta zima (norw. Fimbulvinteren) – wojenna powieść obyczajowa norweskiego pisarza Sigbjørna Hølmebakka, opublikowana w 1964. Pierwsze polskie wydanie ukazało się w 1972 nakładem Wydawnictwa Poznańskiego, w tłumaczeniu Adama Wysockiego.

## Treść
Powieść, choć fikcyjna, opiera się na autentycznych doświadczeniach wielu norweskich rodzin, które przeżyły tragedię zniszczenia przez niemieckich nazistów rejonu Finnmarku i północnego Troms zimą 1944/1945, podczas akcji wypędzenia (tzw. ewakuacji) ludności cywilnej. Masowo i planowo palono wtedy wsie, wybijano bydło, drogi, mosty, nabrzeża i łodzie rybackie wysadzano i zatapiano. Praktycznie cały region kraju zamienił się w zgliszcza. Ludność, skomasowaną na łodziach, kutrach lub ciężarówkach wyekspediowano na południe. Był to okres jesiennych sztormów, a szlaki wodne były zaminowane. Niebo i wodę opanowały radzieckie siły wojskowe. Niemcy przewidywali już na etapie planów 25-procentowy ubytek ludności. Wszystko to uzasadniano troską o to, by norweskie rodziny i ich dobytek nie wpadły w ręce Rosjan atakujących od strony Finlandii. Części ludności udało się zbiec w góry i przetrwać, mimo akcji tropiących. W wielu przypadkach Niemcy stosowali tzw. domy-pułapki (lub kościoły-pułapki): w spalonej wsi oszczędzano jeden budynek, gdzie po kilku dniach powracała zbiegła ludność. Wtedy rozpoczynała się obława niemiecka. 
Tego okresu i tych wydarzeń dotyczy akcja powieści. Rodzina Heikki'ego Haldonena (Fina z pochodzenia) i jego żony Almy, a także syna - 12-letniego Ivera, dowiaduje się, że ich niewielka osada rybacka w rejonie Odden (nad fiordem Seidafjellet) musi zostać ewakuowana w kierunku Hammerfest, a zabudowania doszczętnie spalone. Mimo zaawansowanej ciąży Almy, postanawiają całą rodziną zbiec w pobliskie góry. Tropi ich demoniczny kapitan SS pochodzący z Bad Godesberg, zawsze występujący w towarzystwie wiernego psa - Stelli. Jego nazwisko pozostaje dla czytelnika nieznane. Po drodze, gdzieś między Seida i Luftjok, spotykają zbiegłego z niewoli czerwonoarmistę - Ilję, który przyłącza się do grupy Heikki'ego. Kiedy pościg jest już bardzo blisko Alma zaczyna rodzić. 
Powieść operuje narracją praktycznie pozbawioną komentarza, gdyż był on według autora zupełnie zbędny. Relacjonował on wyłącznie fakty bez żadnej rozbudowanej warstwy opisowej. Czas akcji ograniczony dwoma dniami i trzema nocami jest zatarty i nie ma większego znaczenia. W powieści liczy się bowiem wyłącznie bezbrzeżny wysiłek ludzki, relacja o okrucieństwie i nienawiści, a nade wszystko potęga autentycznej ludzkiej wspólnoty w obliczu najcięższej próby. Wszyscy pozytywni bohaterowie wychodzą z niej zwycięsko.